# لينا بيست
لينا بيست (بالإنجليزية: Leanne Best)‏ هي ممثلة بريطانية، ولدت في 1980 بليفربول في المملكة المتحدة.

## أعمال

### أفلام
- (2015) القوة تنهض[4]

## وصلات خارجية
- لينا بيست على موقع IMDb (الإنجليزية)
- لينا بيست على موقع قاعدة بيانات الفيلم (الإنجليزية)
- لينا بيست على موقع كينوبويسك (الروسية)